# Penisola Daniell
La penisola Daniell è una penisola situata nella regione nord-occidentale della Dipendenza di Ross, in Antartide. In particolare, la penisola, che raggiunge una lunghezza in direzione nord/sud di circa 50 km, estendosi da capo Daniell, a nord, a capo Jones, a sud, è situata sulla costa di Borchgrevink, proprio di fronte all'estremità orientale dei monti della Vittoria da cui è separata dal ghiacciaio Whitehall, ed è delimitata, a ovest, dal suddetto ghiacciaio, a est, dal Mare di Ross, e, a sud, dal ghiacciaio Borchgrevink e dalla lingua di ghiaccio da esso formata.
Esattamente come la penisola Hallett e la penisola Adare, anche la penisola Daniell è di fatto un duomo basaltico e raggiunge un'altezza di 2026 m s.l.m. con il monte Brewster. Le sue coste sono piuttosto lineari tranne che nella sua parte meridionale, dove sono presenti diverse insenature occupate da ghiacciai, come il Bargh e il Langevad.

## Storia
La penisola Daniell è stata scoperta nel febbraio 1841 dal capitano James Clark Ross. Essa è poi stata mappata interamente per la prima volta dallo United States Geological Survey grazie a fotografie scattate dalla marina militare statunitense (USN) durante ricognizioni aeree e terrestri effettuate nel periodo 1960-62, e così battezzata da membri della spedizione neozelandese di ricognizione geologica in Antartide svolta nel 1957-58, in associazione con capo Daniell, che a sua volta è stato così chiamato dal capitano Ross in onore di John Frederic Daniell, professore di chimica al King's College London e segretario per gli esteri della Royal Society.